# إميلي كيمبروف
إميلي كيمبروف (بالإنجليزية: Emily Kimbrough) (1899 - 1989)؛ صحفية، كاتِبة وروائية أمريكية.